# Папазян Ваграм Камерович
Папазян Ваграм Камерович (вірм. Վահրամ Քամերի Փափազյան; *6 січня 1888, Стамбул — †5 червня 1968, Єреван) — радянський актор, етнічний вірменин, найбільше відомий шекспірівськими ролями.

## Фільмографія
- 1924 — «Легенда про Дівочу вежу» — Самед-хан
- 1955 — «Примари покидають вершини» — Даніель-бек